# Allotrochosina
Genre
Allotrochosina est un genre d'araignées aranéomorphes de la famille des Lycosidae.

## Distribution
Les espèces de ce genre se rencontrent en Australie, en Chine, au Viêt Nam et en Nouvelle-Zélande.

## Liste des espèces
Selon World Spider Catalog (version 25.5, 02/12/2024) :
- Allotrochosina huangi Wang, Li & Zhang, 2021
- Allotrochosina karri Vink, 2001
- Allotrochosina limu Wang, Li & Zhang, 2021
- Allotrochosina schauinslandi (Simon, 1899)
- Allotrochosina serpentina Wang & Li, 2024
- Allotrochosina walesiana Framenau, 2008

## Systématique et taxinomie
Ce genre a été décrit par Roewer en 1960 dans les Lycosidae.

## Publication originale
- Roewer, 1960 : « Araneae Lycosaeformia II (Lycosidae). » Exploration du Parc National de l'Upemba Mission G.F. de Witte, vol. 55, p. 519-1040.